# Emilia Solórzano Alfaro
Emilia Solórzano Alfaro (Alajuela, 8 de diciembre de 1835 - San José, 18 de julio de 1914) fue la primera dama de Costa Rica de 1870 a 1876 y de 1877 a 1882.profesión= Militar

## Biografía
Nació en Alajuela, el 8 de diciembre de 1835. Era hija de Rafael del Pilar Solórzano y Alvarado y María Canuta Alfaro y González. 
Se casó en Alajuela el 18 de abril de 1857 con Tomás Guardia Gutiérrez. De este matrimonio nacieron cinco hijos: Angélica (casada con Saturnino Lizano Gutiérrez, Presidente de Costa Rica en 1882), Rudesindo, Rosario, Emilia e Isabel Guardia Solórzano.
Fue primera dama de Costa Rica del 10 de agosto de 1870 al 8 de mayo de 1876 y del 23 de septiembre de 1877 al 6 de julio de 1882. En esa condición asistió en 1878 a la boda de Alfonso XII de España y María de las Mercedes de Orleans y a la entronización del Papa León XIII. Gestionó el establecimiento en Costa Rica de las monjas de Sion (1878), que abrieron colegios de segunda enseñanza en Alajuela y en San José.

## Fallecimiento
Falleció en San José el 18 de julio de 1914 a los 78 años de edad.
La Asamblea Legislativa de Costa Rica la declaró Benemérita de la Patria el 10 de abril de 1972, por atribuírsele influencia sobre su esposo para la abolición de la pena de muerte en Costa Rica. Fue la primera mujer a la que se otorgó esa distinción.